# Alpsockblomma
Alpsockblomma (Epimedium alpinum) är en art i familjen berberisväxter. Det är en ört som blommar i maj med röda och gula blommor.